# Fernando Lucas Martins
Fernando Lucas Martins, mer känd som bara Fernando, född 3 mars 1992 i Erechim, Brasilien, är en brasiliansk fotbollsspelare som spelar för Beijing Guoan. Han har även tidigare spelat för Brasiliens landslag.

## Meriter
Grêmio
- Campeonato Gaúcho: 2010

Sjachtar Donetsk
- Premjer-liha: 2013
- Ukrainska Supercupen: 2014

Brasilien U20
- Sydamerikanska U20-mästerskapet i fotboll: 2011
- U20-världsmästerskapet i fotboll: 2011

Brasilien
- Fifa Confederations Cup: 2013